# Сага (уезд)
Сага́ (тиб. ས་དགའ་རྫོང, Вайли: sa dga´ rdzong, кит. упр. 萨嘎县, пиньинь Sàgā xiàn) — уезд городского округа Шигадзе, Тибетского автономного района, в Китае.

## Природные условия
На территории уезда расположены огромные луга для пастбищ, и соответственно хорошо развито животноводство, разводят в основном крупный рогатый скот и овец. Выращиваются различные сложноцветные и злаки. Встречаются вечнозеленые хвойные деревья, в том числе гималайские кедры. Из диких животных можно встретить диких яков, дикий ослов, тибетскую антилопу, баранов, монгольских газелей, оленей, серого кролика, рысь, черного медведя, дымчатого леопарда, сурка, пищуху, змей, из рыб окуни, из птиц стервятники, вороны, дикие утки. Богата территория так же и полезными ископаемыми, главным образом это железо, медь, свинец, золото, селитра, сера, гранит и другие полезные ископаемые.

## История
Уезд был создан в апреле 1960 года.

## Административное деление
Уезд делится на 1 посёлок и 7 волостей:
- Посёлок Джаджа (加加镇)
- Волость Чанго (昌果乡)
- Волость Сюнжу (雄如乡)
- Волость Лхадзанг (拉藏乡)
- Волость Жуцзяо (如角乡)
- Волость Даджилинг (江热乡)
- Волость Данга (旦嘎乡)
- Волость Шару (夏如乡)